# لاکریج (تگزاس)
لاکریج (به انگلیسی: Lochridge) یک منطقهٔ مسکونی در ایالات متحده آمریکا است که در شهرستان برازوریا، تگزاس واقع شده‌است. لاکریج ۱۴٫۰۲ متر بالاتر از سطح دریا واقع شده‌است.